# P.G. Wodehouses bibliografi
Den brittiske författaren P.G. Wodehouse är främst känd som skaparen av två boksviter i humorgenren som vunnit världsspridning. Dels den om slottet Blandings, med den virrige slottsherren lord Emsworth, dels historierna om Bertie Wooster och betjänten Jeeves. Dessa båda universa överlappar varandra i någon mån. Därutöver finns bland mycket annat historierna om Psmith, om Ukridge, om mr Mulliner och alla hans släktingar, samt Drönarklubbnovellerna. Wodehouse ligger också bakom en mängd golfhistorier som utgivits i samlad form. Det stora flertalet av novellerna publicerades i diverse litterära magasin innan de samlades i bokform, och många av romanerna gick som följetonger. Årtalen i tabellen avser bokutgivning inte tillkomstår. Utgivningen i England och USA är inte helt parallell; såväl titlar som innehåll i samlingar har varierat, liksom utgivningsår. 
I uppställningen saknas The Golf Omnibus från 1973. Delar av denna är utgivet på svenska 1991 med titeln Mera golf!  

## Romaner och noveller
| Storbritannien | Storbritannien                           | USA  | USA                                      | Sverige | Sverige                          | Kommentar |
| År             | Titel                                    | År   | Titel (om den avviker)                   | År      | Titel                            | Kommentar |
| -------------- | ---------------------------------------- | ---- | ---------------------------------------- | ------- | -------------------------------- | --- |
| 1902           | The Pothunters                           | 1902 |                                          | 1937    | I knipa                          | Skolberättelse (St Austin's) |
| 1903           | A Prefect's Uncle                        | 1903 |                                          | 1937    | Lagets kapten                    | Skolberättelse |
| 1903           | Tales of St Austin's                     | 1903 |                                          |         |                                  | Skolberättelser och essäer |
| 1904           | The Gold Bat                             | 1923 |                                          |         |                                  | Skolberättelse. Den första romanen som utspelas vid internatskolan Wrykyn. |
| 1904           | William Tell Told Again                  | 1904 |                                          |         |                                  | Barnbok |
| 1905           | The Head of Kay's                        | 1922 |                                          | 1942    | Odågorna                         | Skolberättelse |
| 1906           | Love Among the Chickens                  | 1909 |                                          | 1936    | Kärlek i hönsgården              | Roman med S.F. Ukridge som i övrigt bara förekommer i noveller |
| 1907           | The White Feather                        | 1907 |                                          | 1939    | Den vita fjädern                 | Skolberättelse. Den andra romanen som utspelas vid internatskolan Wrykyn. |
| 1907           | Not George Washington                    | 1980 |                                          |         |                                  | Semibiografisk roman. Medförfattare Herbert Westbrook. |
| 1908           | The Globe By the Way Book                | 1985 |                                          |         |                                  | Satir |
| 1909           | The Swoop!                               |      |                                          |         |                                  | Satirisk kortroman. Undertitel: or How Clarence Saved England |
| 1909           | Mike                                     | 1910 |                                          | 1941    | Luft i luckan                    | Psmith; skolberättelse. Den tredje romanen som utspelas vid internatskolan Wrykyn. |
| 1910           | A Gentleman of Leisure                   | 1910 | The Intrusion of Jimmy                   | 1925    | Den okända som han älskade       | |
| 1910           | Psmith in the City                       | 1910 |                                          |         |                                  | |
| 1912           | The Prince and Betty                     |      |                                          |         |                                  | Skiljer sig i hög grad från USA-versionen. Räknas som separat verk. |
|                |                                          | 1912 | The Prince and Betty                     |         |                                  | Skiljer sig i hög grad från UK-versionen. Räknas som separat verk. |
| 1913           | The Little Nugget                        | 1914 |                                          | 1944    | Guldklimpen                      | |
| 1914           | The Man Upstairs                         |      |                                          |         |                                  | Novellsamling |
| 1915           | Something Fresh                          | 1915 | Something New                            | 1931    | Lord Emsworths misstag           | Den första Blandingsromanen. Svensk nyutgåva 1978 med titeln Det våras på Blandings. |
| 1915           | Psmith, Journalist                       |      |                                          | 1922    | Psmith som journalist            | Historien inkorporerades i US-versionen av The Prince and Betty |
| 1917           | Uneasy Money                             | 1916 |                                          | 1938    | Rörliga pengar                   | |
| 1917           | The Man with Two Left Feet               | 1933 |                                          |         |                                  | Noveller, av vilka en introducerar Jeeves och Wooster |
| 1918           | Piccadilly Jim                           | 1917 |                                          | 1920    | Piccadilly-Jim                   | Svensk nyutgåva 1965. Ny översättning av Helge Åkerhielm. |
| 1919           | My Man Jeeves                            |      |                                          |         |                                  | Noveller. Fyra med Jeeves och Wooster, fyra med Reggie Pepper. |
| 1919           | A Damsel in Distress                     | 1919 |                                          | 1921    | En flicka i trångmål             | Svensk nyutgåva 1979 med titeln Flicka i fara. |
| 1920           | The Coming of Bill                       | 1919 | Their Mutual Child                       |         |                                  | |
| 1921           | Jill the Reckless                        | 1920 | The Little Warrior                       | 1923    | Dick Underhills fästmö           | |
| 1921           | Indiscretions of Archie                  | 1921 |                                          | 1922    | Vännen Archies missöden          | |
| 1922           | The Clicking of Cuthbert                 | 1924 | Golf without Tears                       | 1967    | Ett upp för Cuthbert             | Noveller om golf. Svensk nyutgåva 1987 med titeln Golfhistorier. |
| 1922           | The Girl on the Boat                     | 1922 | Three Men and a Maid                     | 1933    | Billie och hennes friare         | |
| 1922           | The Adventures of Sally                  | 1923 | Mostly Sally                             |         |                                  | |
| 1923           | The Inimitable Jeeves                    | 1923 | Jeeves                                   | 1931    | Den oförliknelige Jeeves         | Svensk nyutgåva 1960 med titeln Den oefterhärmlige Jeeves. |
| 1923           | Leave It to Psmith                       | 1924 |                                          | 1934    | Psmith ordnar saken              | Psmith. Den andra Blandingsromanen. |
| 1924           | Ukridge                                  | 1925 | He Rather Enjoyed It                     |         |                                  | Noveller |
| 1924           | Bill the Conqueror                       | 1925 |                                          | 1937    | Bill Erövraren                   | Romanversion av Jerome Kerns musikal Sitting Pretty med libretto av Wodehouse och Guy Bolton. |
| 1925           | Carry On, Jeeves                         | 1927 |                                          | 1937    | Jeeves klarar skivan             | Noveller |
| 1925           | Sam the Sudden                           | 1925 | Sam in the Suburbs                       | 1935    | Sam hos tidningskungen           | Den första romanen som utspelas i förstadsidyllen Valley Fields |
| 1926           | The Heart of a Goof                      | 1927 | Divots                                   | 1976    | Oss golfare emellan              | Noveller om golf |
| 1927           | The Small Bachelor                       | 1927 |                                          | 1937    | En blyg ung man                  | Romanversion av Jerome Kerns musikal Oh Lady! Lady!! med libretto av Wodehouse och Guy Bolton. |
| 1927           | Meet Mr Mulliner                         | 1928 |                                          | 1945    | Får jag föreställa mr Mulliner?  | Noveller. Den första boken med mr Mulliner. |
| 1928           | Money for Nothing                        | 1928 |                                          | 1935    | Pengar till skänks               | |
| 1929           | Mr Mulliner Speaking                     | 1930 |                                          | 1946    | Mr Mulliner har ordet            | Noveller. Den andra boken med mr Mulliner. |
| 1929           | Summer Lightning                         | 1929 | Fish Preferred                           | 1935    | Blixt och dunder                 | Den tredje Blandingsromanen. Filmatiserad i Sverige. |
| 1930           | Very Good, Jeeves                        | 1930 |                                          |         |                                  | Noveller. Ingår i Den oumbärlige Jeeves under titeln Förträffligt, Jeeves! |
| 1931           | Big Money                                | 1931 |                                          | 1936    | Fina papper                      | Den andra romanen som utspelas i förstadsidyllen Valley Fields |
| 1931           | If I Were You                            | 1931 |                                          |         |                                  | |
| 1932           | Louder and Funnier                       |      |                                          |         |                                  | Essäer. Tre av dem finns på svenska i Alla tiders Wodehouse |
| 1932           | Doctor Sally                             |      |                                          |         |                                  | Kortroman baserad på Wodehouses pjäs Good Morning Bill, som filmatiserades i Sverige. Ingår i USA-samlingen The Crime Wave at Blandings som "The Medicine Girl".                                                                          |
| 1932           | Hot Water                                | 1932 |                                          | 1934    | Hett om öronen                   | |
|                |                                          | 1932 | Nothing but Wodehouse                    |         |                                  | Antologi sammanställd av Ogden Nash. Jeeves och Wooster, mr Mulliner, Ukridge, hela Leave It To Psmith. |
| 1933           | Mulliner Nights                          | 1933 |                                          | 1952    | Kvällar med mr Mulliner          | Noveller. Den tredje boken med mr Mulliner. |
| 1933           | Heavy Weather                            | 1933 |                                          | 1936    | Åska i luften                    | Den fjärde Blandingsromanen. |
| 1934           | Thank You, Jeeves                        | 1934 |                                          | 1936    | Tack, Jeeves!                    | Den första Jeeves och Wooster-romanen |
| 1934           | Right Ho, Jeeves                         | 1934 | Brinkley Manor                           | 1943    | All right, Jeeves!               | Den andra Jeeves och Wooster-romanen |
| 1935           | Blandings Castle and Elsewhere           | 1935 | Blandings Castle                         |         |                                  | Noveller. Sex om Blandings, fem med mr Mulliner och en med Bobbie Wickham, en av Bertie Woosters bekanta. |
| 1935           | The Luck of the Bodkins                  | 1936 |                                          | 1941    | Nära ögat                        | USA-versionen är rejält nedkortad av Wodehouse. |
| 1936           | Young Men in Spats                       | 1936 |                                          | 2010    | Drönarhistorier                  | Noveller om diverse medlemmar av Drönarklubben, en med farbror Fred |
| 1936           | Laughing Gas                             | 1936 |                                          | 1958    | Skrattgas                        | |
| 1937           | Lord Emsworth and Others                 |      |                                          |         |                                  | Noveller. Om Blandings och om golf, med bland andra mr Mulliner och Ukridge. |
|                |                                          | 1937 | The Crime Wave at Blandings              |         |                                  | Noveller |
| 1938           | Summer Moonshine                         | 1937 |                                          | 1938    | Sommarpippi                      | |
| 1938           | The Code of the Woosters                 | 1938 |                                          | 1939    | Som det anstår en Wooster        | Den tredje Jeeves och Wooster-romanen |
| 1939           | Uncle Fred in the Springtime             | 1939 |                                          | 1940    | Farbror Fred på vårhumör         | Den femte Blandingsromanen, den första med farbror Fred. |
| 1940           | Eggs, Beans and Crumpets                 | 1940 |                                          |         |                                  | Noveller (Mulliner, Ukridge, Drönarklubben) |
| 1940           | Quick Service                            | 1940 |                                          | 1942    | Ferm expedition                  | |
| 1946           | Money in the Bank                        | 1942 |                                          | 1942    | Pengar på banken                 | |
| 1947           | Joy in the Morning                       | 1946 |                                          | 1947    | Bravo, Jeeves!                   | Den fjärde Jeeves och Wooster-romanen. Alternativ titel i USA: Jeeves in the Morning. |
| 1947           | Full Moon                                | 1947 |                                          | 1948    | Fullmåne                         | Den sjätte Blandingsromanen |
| 1948           | Spring Fever                             | 1948 |                                          | 1949    | Vårkänslor                       | Wodehouses försök att skriva en pjäs baserad på boken ledde inte till ett acceptabelt slutresultat, men pjäsmanuskriptet skilde sig så mycket från ursprunget att han kunde använda det som grund för en ny roman: The Old Reliable 1951. |
| 1948           | Uncle Dynamite                           | 1948 |                                          | 1950    | Farbror Dynamit                  | Den andra romanen med farbror Fred |
| 1949           | The Mating Season                        | 1949 |                                          | 1951    | Kaka söker maka                  | Den femte Jeeves och Wooster-romanen |
| 1950           | Nothing Serious                          | 1951 |                                          |         |                                  | Noveller (Blandings, Ukridge, Drönarklubben och golfhistorier) |
|                |                                          |      |                                          | 1950    | Alla tiders Wodehouse            | Antologi. Jeeves och Wooster, Ukridge, golf, Blandings, mr Mulliner, Drönarklubben och essäer. |
| 1951           | The Old Reliable                         | 1951 |                                          | 1977    | Lita på Bill                     | |
| 1952           | Barmy in Wonderland                      | 1952 | Angel Cake                               |         |                                  | Bygger på en pjäs av George S. Kaufman med vilken Wodehouse delade intäkterna |
| 1952           | Pigs Have Wings                          | 1952 |                                          | 1953    | Svinhugg går igen                | Den sjunde Blandingsromanen |
| 1953           | Ring for Jeeves                          | 1954 | The Return of Jeeves                     | 1954    | Ring på Jeeves!                  | Den sjätte Jeevesromanen; Bertie Wooster medverkar inte. |
| 1953           | Bring on the Girls!                      | 1953 |                                          |         |                                  | Semibiografi i samarbete med Guy Bolton. Undertitel: The Improbable Story of Our Life in Musical Comedy, with Pictures to Prove it |
| 1953           | Performing Flea                          | 1953 | Author! Author!                          |         |                                  | Brevväxling med Bill Townend. Penguins nyutgåva 1961 inkluderar Wodehouses fem radiokåserier från Berlin. |
| 1954           | Jeeves and the Feudal Spirit             | 1955 | Bertie Wooster Sees It Through           | 1955    | Jeeves och feodalandan           | Den sjunde Jeeves och Wooster-romanen |
| 1956           | French Leave                             | 1959 |                                          | 1956    | Fransysk visit                   | Bygger på pjäsen Three Blind Mice av Stephen Powys, pseudonym för Guy Bolton. Pjäsen har filmatiserats som Miljonär sökes (USA, 1938) och Semester i Miami (USA, 1941).                                                                   |
| 1957           | Over Seventy                             | 1956 | America, I Like You                      | 1981    | Wodehouse om Wodehouse           | Memoar. Den svenska översättningen inkluderar delar ur Performing Flea. |
| 1957           | Something Fishy                          | 1957 | The Butler Did It                        | 1957    | Rävspel                          | Den tredje romanen som utspelas i förstadsidyllen Valley Fields |
|                |                                          |      |                                          | 1957    | Den oumbärlige Jeeves            | Antologi |
| 1958           | Cocktail Time                            | 1958 |                                          | 1958    | Cocktaildags                     | Den tredje romanen med farbror Fred |
| 1959           | A Few Quick Ones                         | 1959 |                                          | 1960    | Sängfösare                       | Noveller (Jeeves och Wooster, Mulliner, Ukridge, Drönarklubben) |
| 1960           | Jeeves in the Offing                     | 1960 | How Right You Are, Jeeves                | 1961    | När Jeeves är borta              | Den åttonde Jeeves och Wooster-romanen |
| 1961           | Ice in the Bedroom                       | 1961 | The Ice in the Bedroom                   | 1962    | Sköna juveler                    | Den fjärde romanen som utspelas i förstadsidyllen Valley Fields |
| 1962           | Service with a Smile                     | 1961 |                                          | 1963    | Alltid till er tjänst            | Den åttonde Blandingsromanen och den fjärde med farbror Fred. På ett tidigt planeringsstadium var boken tänkt att bli en Blandings/Jeeves-Wooster–crossover som skulle betitlas Very Foxy, Jeeves.                                        |
| 1963           | Stiff Upper Lip, Jeeves                  | 1963 |                                          | 1964    | Upp med hakan, Jeeves            | Den nionde Jeeves och Wooster-romanen |
| 1964           | Frozen Assets                            | 1964 | Biffen's Millions                        | 1965    | Infrusna tillgångar              | Den femte romanen som utspelas i förstadsidyllen Valley Fields |
| 1965           | Galahad at Blandings                     | 1964 | The Brinkmanship of Galahad Threepwood   | 1966    | Galahad på Blandings             | Den nionde Blandingsromanen |
| 1966           | Plum Pie                                 | 1967 |                                          |         |                                  | Noveller (Jeeves och Wooster, Mulliner, Ukridge och Blandings), dikter och en essä |
| 1967           | Company for Henry                        | 1967 | The Purloined Paperweight                | 1968    | Sammelsurium                     | Den sjätte romanen som utspelas i förstadsidyllen Valley Fields |
| 1968           | Do Butlers Burgle Banks?                 | 1968 |                                          | 1969    | Brukar betjänter begå bankrån?   | |
| 1969           | A Pelican at Blandings                   | 1970 | No Nudes is Good Nudes                   | 1970    | En pelikan på Blandings          | Den tionde Blandingsromanen |
| 1970           | The Girl in Blue                         | 1971 |                                          | 1971    | Flickan i blått                  | |
| 1971           | Much Obliged, Jeeves                     | 1971 | Jeeves and the Tie That Binds            | 1972    | Underbart, Jeeves!               | Den tionde Jeeves och Wooster-romanen |
| 1972           | Pearls, Girls and Monty Bodkin           | 1973 | The Plot That Thickened                  | 1973    | Smycken, tycken och Monty Bodkin | |
| 1973           | Bachelors Anonymous                      | 1974 |                                          | 1974    | Inbitna ungkarlar                | Den sjunde romanen som utspelas i förstadsidyllen Valley Fields |
| 1974           | Aunts Aren't Gentlemen                   | 1975 | The Cat-nappers                          | 1975    | Fastrar är inga gentlemän        | Den elfte Jeeves och Wooster-romanen |
|                |                                          | 1976 | The Uncollected Wodehouse                |         |                                  | Novellsamling |
| 1977           | Sunset at Blandings                      | 1978 |                                          |         |                                  | Den elfte och ofullbordade Blandingsromanen |
|                |                                          | 1979 | The Swoop! and Other Stories             |         |                                  | Kortromansatiren The Swoop! plus tio noveller |
| 1993           | Plum Stones – The Hidden P. G. Wodehouse |      |                                          |         |                                  | 12 häften med Wodehousetexter utgivna 1993–1995 i en numrerad upplaga på 250 exemplar |
| 1993           | A Man of Means                           |      |                                          |         |                                  | Medförfattare C. H. Bovill. Sex noveller från 1914 om Roland Bleke. |
| 1997           | Tales of Wrykyn and Elsewhere            |      |                                          |         |                                  | Skolberättelser |
|                |                                          | 2004 | Death at the Excelsior and Other Stories |         |                                  | Sju noveller. Motsvarar inte den svenska Döden på Excelsior från 2013. |
|                |                                          |      |                                          | 2011    | Bland lorder och drönare         | Novellsamling. Blandings, Drönarklubben, Ukridge. |
|                |                                          |      |                                          | 2013    | Döden på Excelsior               | Novellsamling. Undertitel: och andra berättelser inspirerade av Sir Arthur Conan Doyle´s historier om Sherlock Holmes. Motsvarar inte Death at the Excelsior and Other Stories från 2004.                                                 |
|                |                                          |      |                                          | 2015    | I sällskap med Wodehouse         | Novellsamling. Blandings, golf, Ukridge, Drönarklubben, Jeeves och Wooster plus satirer och artiklar ur Punch. |

## Scen
| Premiär på Broadway eller i Londons West End | Premiär på Broadway eller i Londons West End   | Premiär på Broadway eller i Londons West End   | Musikal                     | Musikal                   | Talpjäs                | Kommentar |
| Premiär på Broadway eller i Londons West End | Premiär på Broadway eller i Londons West End   | Premiär på Broadway eller i Londons West End   | sångtext (antal)            | krediterad som librettist | Talpjäs                | Kommentar |
| -------------------------------------------- | ---------------------------------------------- | ---------------------------------------------- | --------------------------- | ------------------------- | ---------------------- | --- |
| 1904                                         | juni                                           | Strand Theatre, London                         | Sergeant Brue (1)           |                           |                        | Publicerat notblad för "Put Me In My Little Cell" anger felaktigt namnet G.E. Wodehouse |
| 1906                                         | 19 mars                                        | Aldwych Theatre, London                        | The Beauty of Bath (3)      |                           |                        | |
| 1907                                         | 1 mars                                         | Hicks Theatre, London                          | My Darling (3)              |                           |                        | |
| 1907                                         | 11 sept                                        | Aldwych Theatre, London                        | The Gay Gordons (2)         |                           |                        | |
| 1911                                         | 24 aug                                         | Playhouse Theatre, New York                    |                             |                           | A Gentleman of Leisure | Efter Wodehouses roman från 1910. Medförfattare John Stapleton. Originaluppsättningen med Douglas Fairbanks, Sr. i huvudrollen. Filmades 1915 och 1923. |
| 1913                                         | 30 mars                                        | McVickers Theatre, Chicago                     |                             |                           | A Thief for a Night    | Nyuppsättning av A Gentleman of Leisure under ny titel. John Barrymore i huvudrollen. |
| 1913                                         | 8 apr                                          | Savoy Theatre, London                          |                             |                           | Brother Alfred         | Medförfattare Herbert Westbrook. Baserad på Wodehouses novell "Rallying Round Old George", ursprungligen i The Strand Magazine 1912. Filmad 1932 i regi av Henry Edwards. |
| 1914                                         | 3 jan                                          | Empire Theatre, London                         |                             | Nuts and Wine             |                        | Revy där Wodehouse skrev både sketcher och sångtexter tillsammans med C.H. Bovill. Exakt vem som skrev vad är inte känt. |
| 1914                                         | 19 okt                                         | Palace Theatre, New York                       |                             |                           | Brother Fans           | Enaktare efter Wodehouses novell "One Touch of Nature" ur The Man with Two Left Feet, ursprungligen i McClure's Magazine augusti 1914. |
| 1915                                         | 25 jan                                         | Knickerbocker Theatre, New York                | Ninety in the Shade (1)     |                           |                        | Sången "A Packet of Seeds" av Kern/Wodehouse återanvändes i Oh, Boy! 1917. |
| 1916                                         | 25 sept                                        | New Amsterdam Theatre, New York                | Miss Springtime (7)         |                           |                        | Wodehouses tjänst som teaterkritiker för Vanity Fair fordrade här att han avgav ett omdöme om ett eget arbete. År 1917 tog han tjänstledigt på obestämd tid och efterträddes av Dorothy Parker. |
| 1917                                         | 11 jan                                         | Liberty Theatre, New York                      |                             | Have a Heart              |                        | Medförfattare Guy Bolton. Musik av Jerome Kern. |
| 1917                                         | 20 feb                                         | Princess Theatre, New York                     |                             | Oh, Boy!                  |                        | Medförfattare Guy Bolton. Musik av Jerome Kern. |
| 1917                                         | 28 aug                                         | Longacre Theatre, New York                     |                             | Leave it to Jane          |                        | Medförfattare Guy Bolton. Musik av Jerome Kern. Baserad på pjäsen The College Widow av George Ade. Med sången "Cleopatterer". |
| 1917                                         | 18 sept                                        | Teck Theater, Buffalo                          |                             | Kitty Darlin'             |                        | Medförfattare Guy Bolton. Musik av Rudolf Friml. Baserad på pjäsen Sweet Kitty Bellairs av David Belasco. |
| 1917                                         | 24 sept                                        | New Amsterdam Theatre, New York                |                             | The Riviera Girl          |                        | Medförfattare Guy Bolton. Kraftigt ombearbetad version av Kálmáns Csardasfurstinnan, med en extra sång av Kern, "Bungalow in Quogue", återanvänd som "A Cottage in Kent" i The Beauty Prize 1923. |
| 1917                                         | 5 nov                                          | Century Theatre, New York                      |                             | Miss 1917                 |                        | Medförfattare Guy Bolton. Musik av Jerome Kern och Victor Herbert. Med sången "The Land Where the Good Songs Go". Föreställningens repetitionspianist var en nittonårig George Gershwin. |
| 1918                                         | 1 feb                                          | Princess Theatre, New York                     |                             | Oh, Lady! Lady!!          |                        | Medförfattare Guy Bolton. Musik av Jerome Kern. Filmades 1920 av regissören Maurice Campbell; svensk titel O, kvinnor, kvinnor! Wodehouse baserade romanen The Small Bachelor på musikalen. Den blev i sin tur filmad av regissören William A. Seiter 1927. |
| 1918                                         | 15 apr                                         | Academy of Music, Baltimore                    |                             | See You Later             |                        | Medförfattare Guy Bolton. Musik av Jean Schwartz och William F. Peters. Baserad på pjäsen Loute (The Girl From Rector's) av Pierre Veber. |
| 1918                                         | 16 sept                                        | New Amsterdam Theatre, New York                |                             | The Girl Behind the Gun   |                        | Medförfattare Guy Bolton. Musik av Ivan Caryll. Baserad på pjäsen Madame et son filleul (Madam and Her Godson) av Pierre Veber, Henry de Gorsse och Maurice Hennequin. |
| 1918                                         | 4 nov                                          | Globe Theatre, New York                        | The Canary (3)              |                           |                        | Musik av Ivan Caryll, Irving Berlin, Jerome Kern och Harry Tierney. |
| 1918                                         | 27 nov                                         | Princess Theatre, New York                     |                             | Oh, My Dear!              |                        | Medförfattare Guy Bolton. Musik av Louis Hirsch. |
| 1919                                         | Landsortsturné, bl.a Indianapolis i september. | Landsortsturné, bl.a Indianapolis i september. |                             |                           | Piccadilly Jim         | Medförfattare Guy Bolton, efter Wodehouses roman med samma namn. Filmades samma år av Wesley Ruggles. |
| 1919                                         | 27 jan                                         | Kingsway Theatre, London                       |                             | Oh, Joy!                  |                        | Oh, Boy! lätt omskriven och med ny titel för den brittiska publiken. Beatrice Lillie i en huvudroll. |
| 1919                                         | 20 maj                                         | Winter Garden Theatre, London                  |                             | Kissing Time              |                        | Brittisk version av The Girl Behind the Gun. |
| 1919                                         | 25 nov                                         | Lyric Theatre, New York                        | The Rose of China (alla 16) |                           |                        | Libretto av Guy Bolton, baserat på pjäsen East Is West av Samuel Shipman och John B. Hymer. Musik av Armand Vecsey. |
| 1920                                         | 21 dec                                         | New Amsterdam Theatre, New York                | Sally (2)                   |                           |                        | Libretto av Guy Bolton, musik av Jerome Kern. Wodehouses två bidrag, "Joan of Arc" och "Church 'Round the Corner" skrevs ursprungligen till den ouppsatta Kern-Bolton-Wodehouse-musikalen The Little Thing som trion arbetat med sedan 1916. |
| 1921                                         | 5 okt                                          | Adelphi Theatre, London                        |                             | The Golden Moth           |                        | Medförfattare Fred Thompson. Musik av Ivor Novello. Baserad på pjäsen L'Auberge des Adrets (The Roadside Inn) av Benjamin Antier, Saint-Amand och Polyanthe. |
| 1922                                         | 10 sept                                        | Winter Garden Theatre, London                  |                             | The Cabaret Girl          |                        | Medförfattare George Grossmith Jr. Musik av Jerome Kern. Samma huvudrollsinnehavare som i Londonuppsättningen av Sally: Dorothy Dickson. |
| 1923                                         | 5 sept                                         | Winter Garden Theatre, London                  |                             | The Beauty Prize          |                        | Medförfattare George Grossmith Jr. Musik av Jerome Kern. |
| 1924                                         | 8 apr                                          | Fulton Theatre, New York                       |                             | Sitting Pretty            |                        | Medförfattare Guy Bolton. Musik av Jerome Kern. Den sista Kern-Bolton-Wodehouse-musikalen. Med bland andra Queenie Smith och Dwight Frye. Wodehouse baserade romanen Bill the Conqueror på musikalen. |
| 1926                                         | 1 juni                                         | Strand Theatre, London                         |                             | Hearts and Diamonds       |                        | Medförfattare Lauri Wylie. Översättning och bearbetning av operetten Der Orlow (Orloff) av Ernst Marischka och Bruno Granichstaedten. Sångtexter av Graham John förutom finalen i akt två som Wodehouse skrev. |
| 1926                                         | 3 nov                                          | Henry Miller's Theatre, New York               |                             |                           | The Play's the Thing   | Bearbetning av Játék a kastélyban (Spiel im Schloss / En komedi på slottet) av Ferenc Molnár. Med Holbrook Blinn och Catherine Dale Owen. |
| 1926                                         | 8 nov                                          | Imperial Theatre, New York                     |                             | Oh, Kay!                  |                        | Medförfattare Guy Bolton. Musik av George Gershwin, sångtexter av Ira Gershwin. Gertrude Lawrence i huvudrollen. Filmad 1928 av Mervyn LeRoy, svensk titel Atlantäventyret. |
| 1927                                         | 3 jan                                          | Jolson Theatre, New York                       | The Nightingale (alla 19)   |                           |                        | Libretto av Guy Bolton baserat på Jenny Linds liv. Musik av Armand Vecsey. Eleanor Painter i huvudrollen. |
| 1927                                         | 21 mars                                        | Empire Theatre, New York                       |                             |                           | Her Cardboard Lover    | Medförfattare Valerie Wyngate. Bearbetning av Dans sa candeur naïve av Jacques Deval. Leslie Howard i en huvudroll. Filmad tre gånger, bland annat som The Passionate Plumber (O, dygdens väktare) med Buster Keaton. |
| 1927                                         | 28 nov                                         | Duke of York’s Theatre, London                 |                             |                           | Good Morning, Bill!    | Bearbetning av Dr Szabó Juci av Ladislas (László) Fodor. Ernest Truex i huvudrollen. Filmad i Sverige som Gomorron Bill! Wodehouse baserade kortromanen Doctor Sally på pjäsen. |
| 1927                                         | 27 dec                                         | Ziegfeld Theatre, New York                     | Show Boat (1)               |                           |                        | Libretto och sångtexter av Oscar Hammerstein, musik av Jerome Kern. Sången "Bill" hade planerats att ingå i såväl Oh, Lady! Lady!! som Sally, men fann sin slutgiltiga plats här. Den sjöngs här, liksom i filmatiseringarna från 1929 respektive 1936, av Helen Morgan. |
| 1928                                         | 10 jan                                         | New Amsterdam Theatre, New York                | Rosalie (6)                 |                           |                        | Libretto av Bill McGuire och Guy Bolton. Musik av George Gershwin och Sigmund Romberg. Två av Wodehouses sångtexter skrevs i samarbete med Ira Gershwin som stod för övriga texter. Arbetet med en filmversion inleddes redan samma år, men först 1937 fick en film i regi av W.S. Van Dyke premiär. Då hade historien ändrats radikalt och musiken ersatts av nykomponerad av Cole Porter. |
| 1928                                         | 13 mars                                        | Lyric Theatre, New York                        | The Three Musketeers (2)    |                           |                        | Musik av Rudolf Friml. |
| 1928                                         | 13 aug                                         | New Theatre, London                            |                             |                           | A Damsel in Distress   | Efter Wodehouses roman från 1919. Den filmades redan 1919. Wodehouse gjorde scenbearbetningen tillsammans med Ian Hay. Den blev filmmusikal 1937 i regi av George Stevens med musik av bröderna Gershwin. Svensk filmtitel En flicka i knipa. |
| 1929                                         | 22 apr                                         | New Theatre, London                            |                             |                           | Baa, Baa, Black Sheep  | Medförfattare Ian Hay, baserat på en novell av densamme. |
| 1929                                         | 30 sept                                        | Empire Theatre, New York                       |                             |                           | Candle-Light           | Bearbetning av Kleine Komödie av Siegfried Geyer. Med Gertrude Lawrence, Reginald Owen och Leslie Howard. Filmad 1933 i regi av James Whale, svensk filmtitel Resan till Monte Carlo. |
| 1930                                         | 27 sept                                        | Shaftesbury Theatre, London                    |                             |                           | Leave It To Psmith     | Medförfattare Ian Hay. Efter Wodehouses roman från 1923. Filmad 1933 i regi av Monty Banks som Leave It to Me. |
| 1934                                         | 20 sept                                        | Duke of York's Theatre, London                 |                             |                           | Who's Who              | Medförfattare Guy Bolton. Efter Wodehouses roman If I Were You från 1931. |
| 1934                                         | 21 nov                                         | Alvin Theatre, New York                        |                             | Anything Goes             |                        | Medförfattare Guy Bolton. Musik och sångtexter av Cole Porter. Manuset till uruppförandet på Broadway reviderades kraftigt av Howard Lindsay och Russel Crouse. Wodehouse var mer involverad i Londonuppsättningen året efter, där han anpassade Porters sångtexter till "Anything Goes" och "You're the Top" för en brittisk publik.                                                       |
| 1935                                         | 21 nov                                         | Saville Theatre, London                        |                             |                           | The Inside Stand       | Efter Wodehouses roman Hot Water från 1932. |
| 1948                                         | 2 sept                                         | St. James's Theatre, London                    |                             |                           | Don't Listen, Ladies   | Medförfattare Guy Bolton. Bearbetning av N'écoutez pas, mesdames! av Sacha Guitry. Wodehouse använde pseudonymen "Stephen Powys", som även Guy Bolton (eller hans fru Virginia, ej klarlagt) hade använt till pjäsen Wise Tomorrow 1937. |
| 1950                                         | 29 juli                                        | Lakewood Theatre, Skowhegan                    |                             |                           | Nothing Serious        | Bearbetning av The House on the Cliff av Erik Martin och Charles Colby. Med Fay Bainter. |
| 1954                                         | Landsortsturné i England                       | Landsortsturné i England                       |                             |                           | Come On, Jeeves        | Medförfattare Guy Bolton. Pjäsen skrevs 1952 och Wodehouses romanversion Ring for Jeeves utkom 1953. Det är den enda av Wodehouses talpjäser som inte är baserad på en förlaga. Kom aldrig närmare West End än Cambridge i september 1957, då med Vanessa Redgrave. |